# Osiedle Nowy Prokocim
Osiedle Nowy Prokocim – osiedle w Krakowie wchodzące w skład dzielnicy XII Bieżanów-Prokocim, niestanowiące jednostki pomocniczej niższego rzędu w ramach dzielnicy.
Osiedle powstało w latach 1975–1994 we wschodniej części dawnej wsi Prokocim, według projektu A. Kędzierskiego. Znajdują się tu bloki zbudowane w technologii wielkoblokowej i wielkopłytowej, o maksymalnej wysokości 12 kondygnacji (razem ze strychem w blokach z lat 1993–94). Obecnie budowane są nowe bloki mieszkalne w rejonie poczty.  Na osiedlu mieszka ponad 12 tysięcy osób.
Na osiedlu znajduje się parafialny kościół Miłosierdzia Bożego, zbudowany w latach 1988–99.

## Galeria

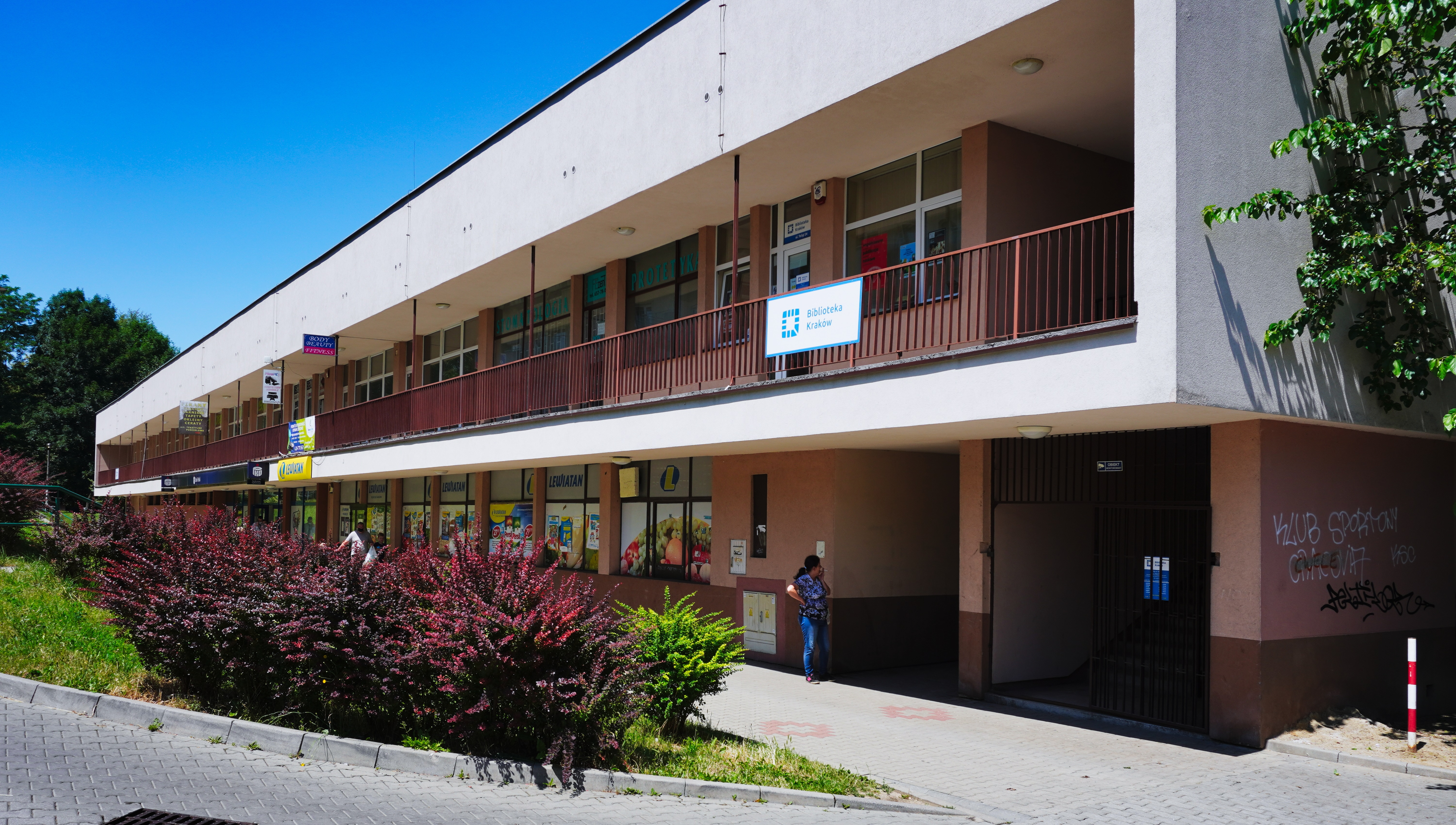
Zespół pawilonów handlowo-usługowych, ul. L. Teligi 24
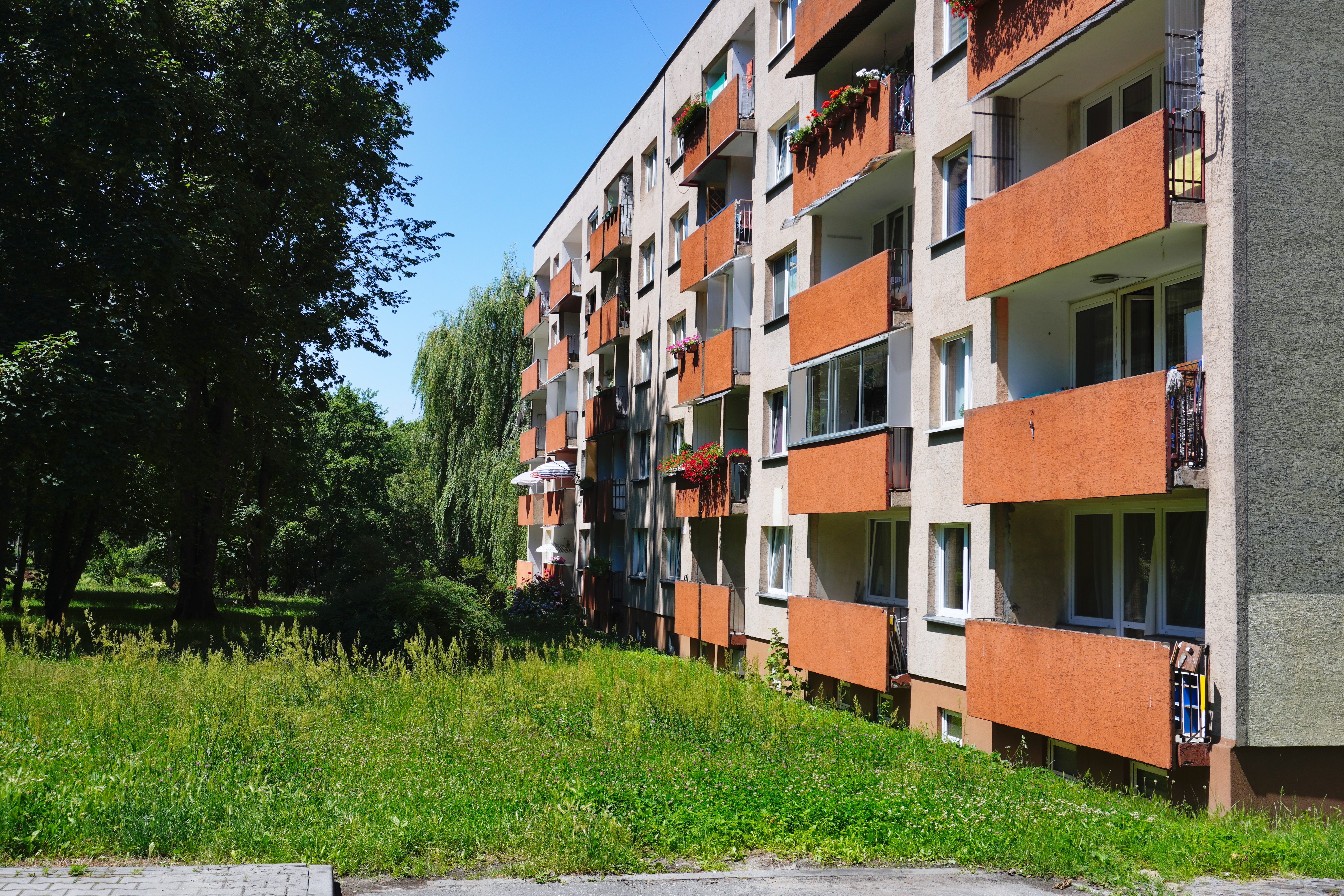
Wnętrze osiedla, blok przy ul. L. Teligi 17
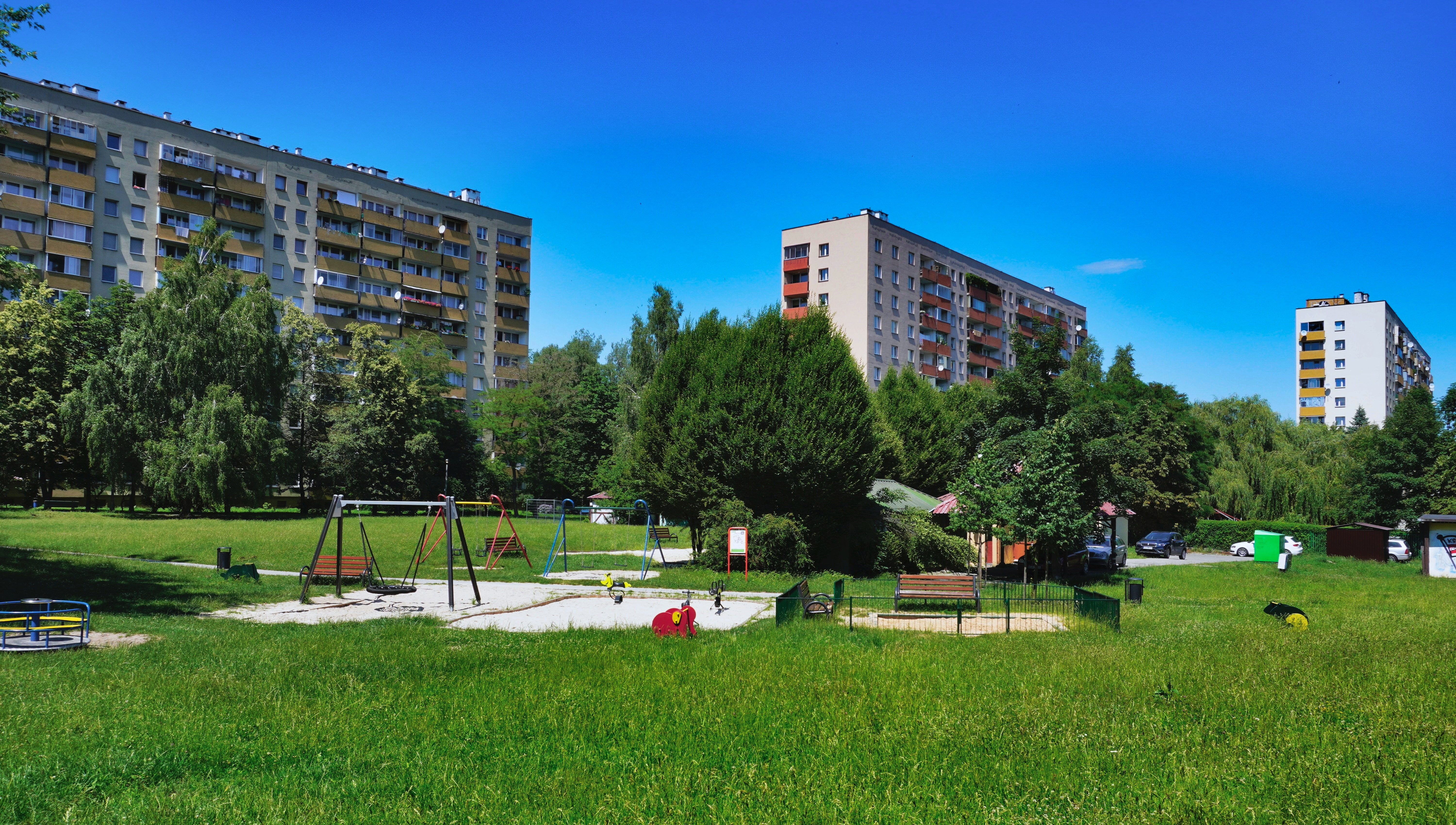
Wnętrze osiedla, plac zabaw, bloki przy ul. Lilli Wenedy 9, 11 i 15
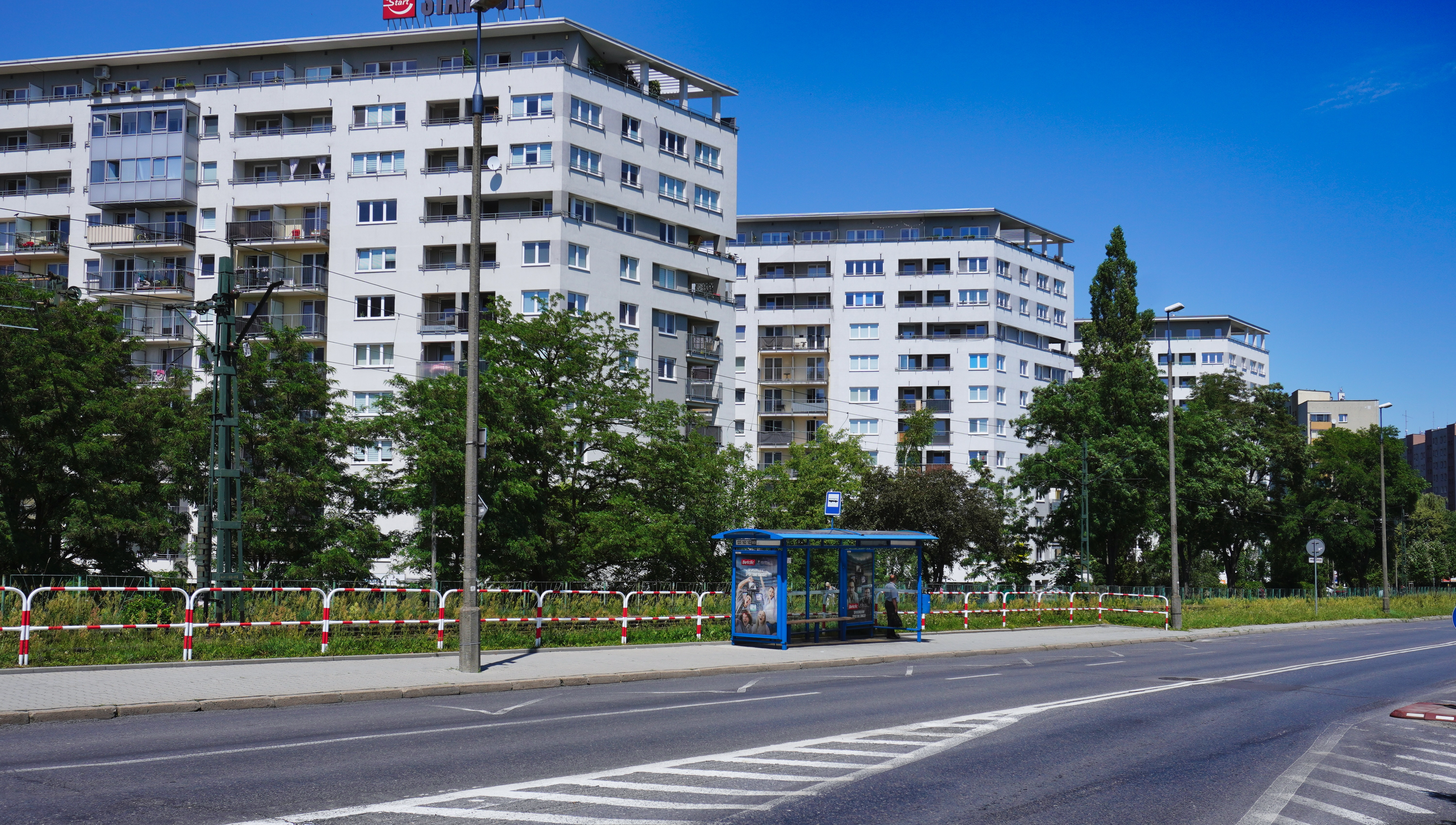
Bloki z lat 2010. przy ul. Republiki Korczakowskiej
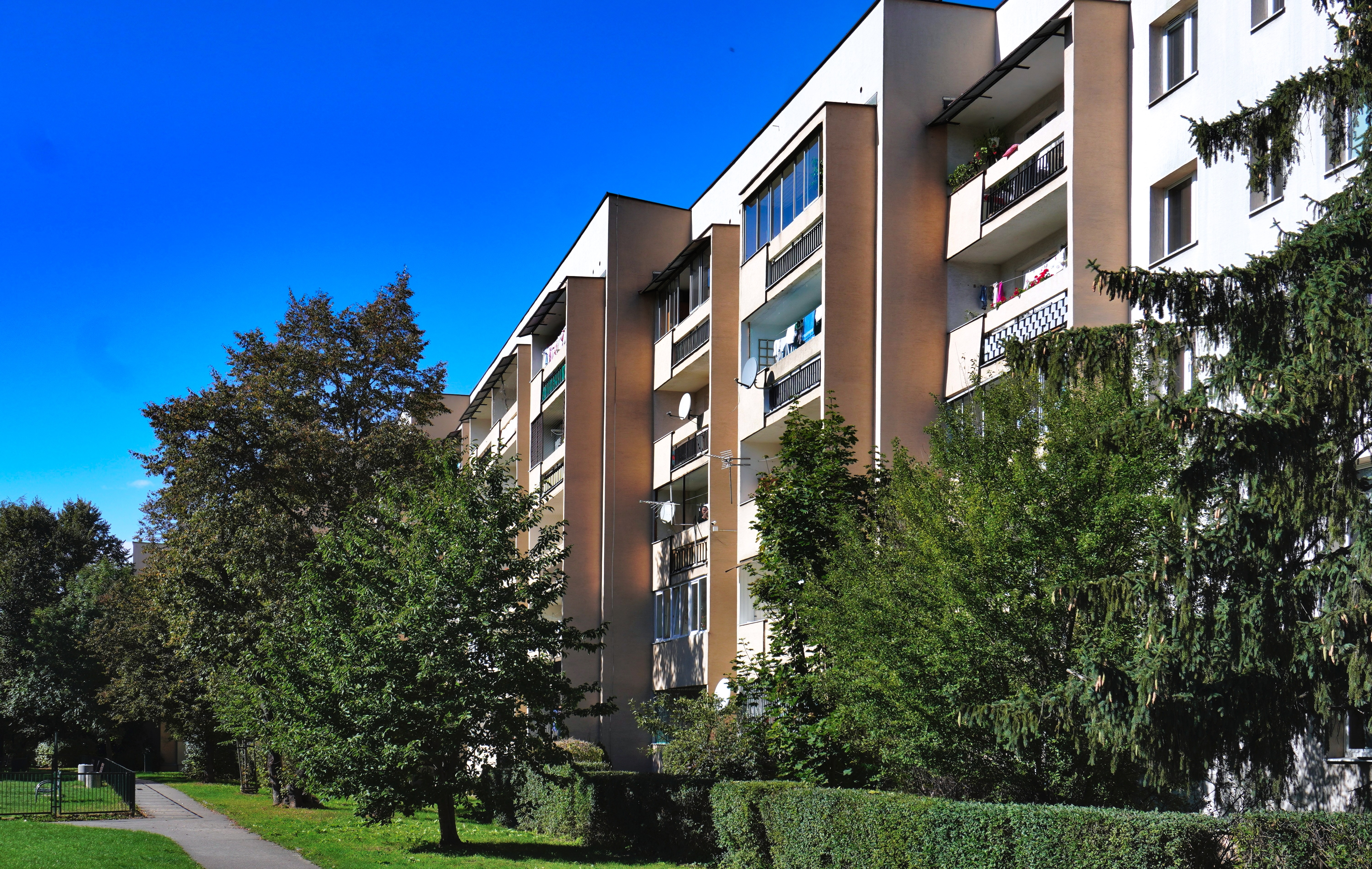
Wnętrze osiedla, blok przy ul. L. Teligi 16
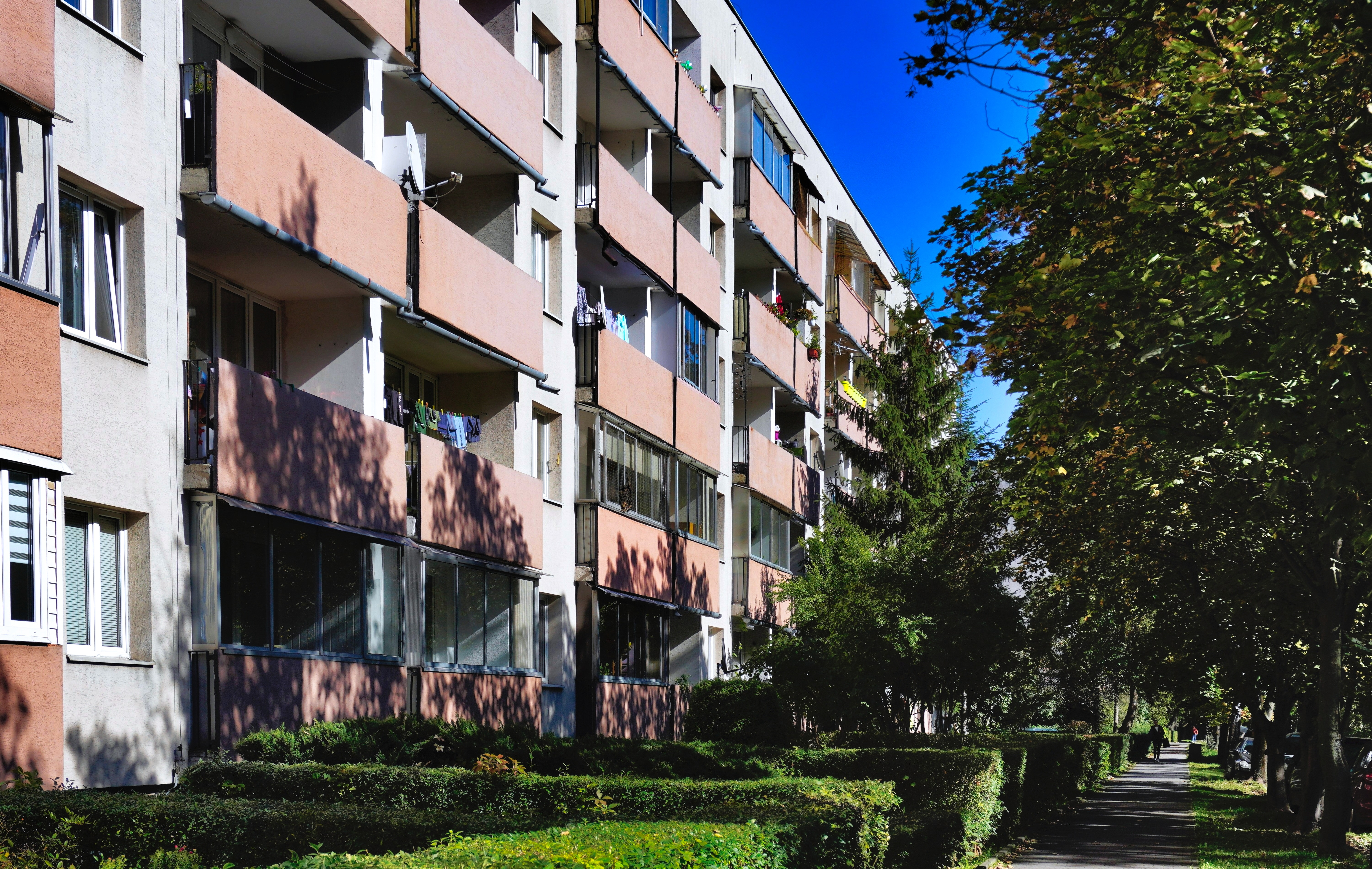
Wnętrze osiedla, blok przy ul. J. Kurczaba 9
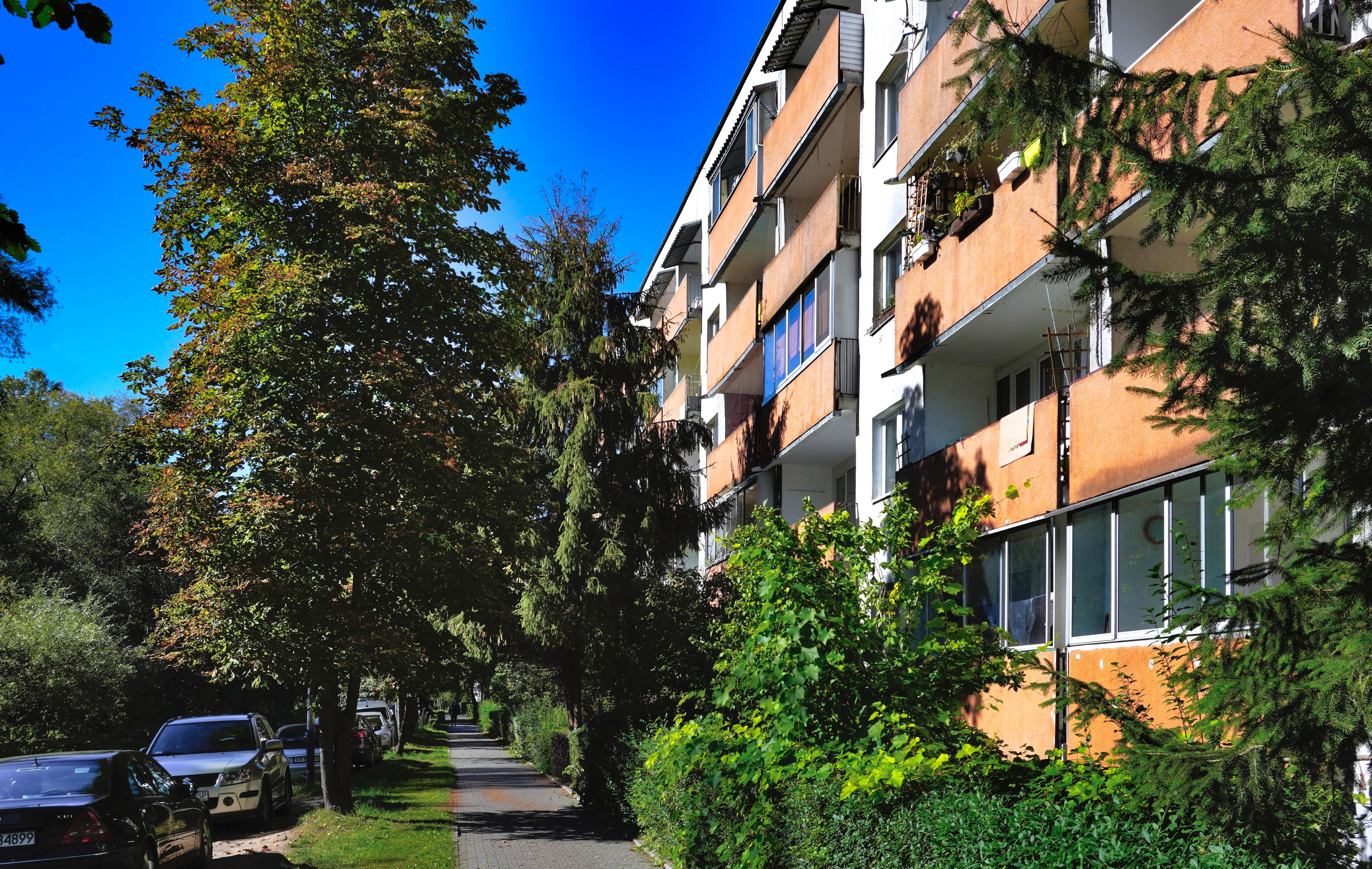
Wnętrze osiedla, blok przy ul. J.Kurczaba 11
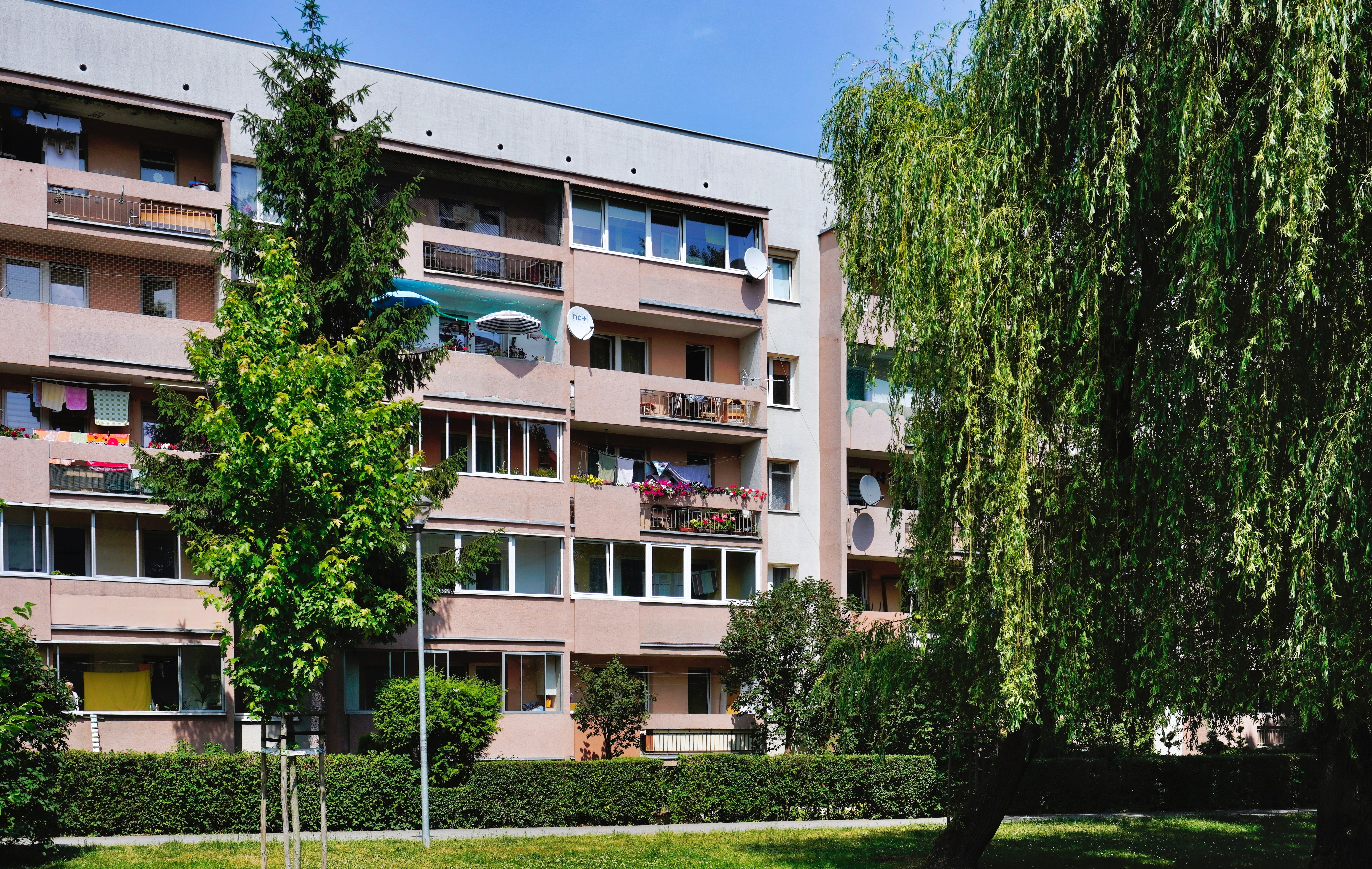
Wnętrze osiedla, blok przy ul. L. Teligi 10